# (3030) Vehrenberg
(3030) Vehrenberg est un astéroïde de la ceinture principale.

## Description
(3030) Vehrenberg est un astéroïde de la ceinture principale. Il fut découvert le 1er mars 1981 à Siding Spring par Schelte J. Bus. Il présente une orbite caractérisée par un demi-grand axe de 2,27 UA, une excentricité de 0,25 et une inclinaison de 3,5° par rapport à l'écliptique.

## Compléments